# Internationales Hydrologisches Programm
Das Internationale Hydrologische Programm (häufig auch International Hydrological Programme; abgekürzt IHP) ist ein wissenschaftliches Aktionsprogramm der UNESCO.

## Struktur des Programms
Aus der Internationalen Hydrologischen Dekade der UNESCO, die von 1965 bis 1974 terminiert war, entstand das IHP als langfristiges wissenschaftliches Programm. Anfangs stark technisch ausgerichtet, hat das Internationale Hydrologische Programm mit der erkannten Bedeutung einer auch sozialwissenschaftlichen Erforschung in den letzten Jahren eine stark fachübergreifende Ausrichtung erhalten. Auch die UNO möchte (z. B. Internationale Aktionsdekade „Wasser – Quelle des Lebens“) das Bewusstsein für die nachhaltige Nutzung, den Schutz und die Verwaltung der Weltwasserreserven in ihrer Bedeutung fördern. Zu diesem Prozess erbringt das Internationale Hydrologische Programm wichtige wissenschaftliche Beträge und Impulse. Daneben ist das Programm führend bei der Erarbeitung von wissenschaftlichen Grundlagen zur Bewertung der weltweiten Wasserreserven und an der Erstellung des ersten Weltwasserberichts beteiligt.
Das Programm umfasst drei Schwerpunkte:
- die Erforschung des Wasserkreislaufes in einer sich ständig verändernden Umwelt,
- die Bewirtschaftung der Wasserressourcen mit dem Ziel einer nachhaltigen Entwicklung
- die Förderung eines entsprechenden Capacity Building, vor allem in den Ländern des Südens (Aus- und Fortbildung).

Für das Programm stehen der UNESCO selbst jährlich etwa 8,5 Millionen US-Dollar (Budget für 2004/2005) zur Verfügung. Das Programm wird weitgehend mit zusätzlichen inhaltlichen Beiträgen der Mitgliedsländer umgesetzt.
Die Fortschreibungen am Internationalen Hydrologischen Programm sind durch Phasenprogramme mit definierten Themenschwerpunkten bestimmt. Thema der Programmperiode 2002–2007 war: „Water Interactions: Systems at Risk and Social Challenges“.

## Aktuelle Schwerpunkte
Die mit dem Konzept der Wassersicherheit behandelbaren Fragestellungen reichen von der Entwicklung von Strategien über das Management von Wasserressourcen in Katastrophenfällen bis hin zum Umgang mit Wasserkonflikten unter konkurrierenden Nutzern und Nutzungen und zielen auf eine nachhaltige gerechte Verwaltung der Wasserressourcen unter Einbeziehung physischer und sozialer Faktoren ab. Dieses Ziel soll durch den Ausbau der Forschungsinfrastruktur, verstärkte Forschungstätigkeit und die effiziente Verbreitung der Ergebnisse unter politischen Entscheidungsträger und Planungsstellen erreicht werden.
Inhaltlicher Schwerpunkt ist die Etablierung der Wasserökologie. Mit ihr als methodologischer Grundlage soll sowohl die Gefährdung von aquatischen Ökosystemen verringert als auch die Effizienz und Nachhaltigkeit der Wasserwirtschaft verbessert werden. Insbesondere in Entwicklungsländern wird Strategien zur effizienten Bewirtschaftung von Wasser und Ökosystemen im städtischen Bereich eine entscheidende Bedeutung zukommen. Neuartige Technologien und innovative institutionelle Ansätze zur Wasserwirtschaft, die die Grundlage für den Schutz und die effizientere Nutzung der Wasserressourcen darstellen, sollen vorerst in Biosphärenreservaten erprobt werden.

## Nationale Beiträge zum Programm
Der deutsche Beitrag wird durch ein Nationalkomitee betreut, dessen Geschäftsführung das IHP/HWRP-Sekretariat bei der Bundesanstalt für Gewässerkunde übernommen hat. Das deutsche IHP-Nationalkomitee wirkt durch die Austragung internationaler Veranstaltungen, die Erstellung von State-of-the-art Reports, durch Veröffentlichungen und die Mitarbeit in internationalen Arbeitsgruppen an der Programmdurchführung mit. Der österreichische Beitrag ist das Programm Hydrologie der Österreichischen Akademie der Wissenschaften.
Neben dem IHP existieren weitere langfristige UNESCO-Programme zur Erforschung und zum Schutz der Lebensumwelt des Menschen. Dazu gehört die Zwischenstaatliche Ozeanografische Kommission (IOC), das Programm „Der Mensch und die Biosphäre“ (MAB) und das Internationale Geowissenschaftliche Programm (IGCP).